# 小行星5065
小行星5065（英語：5065 Johnstone）是一颗围绕太阳公转的小行星。1990年3月24日，埃莉諾·赫琳在帕洛马山发现了此天体。
这颗小行星的绝对星等为174.06183等。